# Campeonato Mundial de Atletismo de 2019
El XVII Campeonato Mundial de Atletismo se celebró en Doha (Catar) entre el 27 de septiembre y el 6 de octubre de 2019 bajo la organización de la Asociación Internacional de Federaciones de Atletismo (IAAF) y la Federación Catarí de Atletismo.
Las competiciones se realizaron en el Estadio Internacional Jalifa de la ciudad catarí. Las pruebas de maratón y marcha se corrieron a lo largo del paseo marítimo de Doha.
Fue la primera ocasión que un país del Oriente Próximo organizó un Mundial de atletismo. Debido a su clima cálido, las competiciones se disputaron por la tarde, mientras que las pruebas de maratón y marcha atlética se desarrollaron a medianoche (UTC+3). En esta edición se disputó por primera vez la carrera de relevos mixto 4 × 400 m.

## Elección
Tres ciudades presentaron su candidatura para el evento:
- Barcelona ( España)
- Doha ( Catar)
- Eugene ( Estados Unidos)

El 18 de noviembre de 2014, la IAAF anunció en la reunión de su Consejo la sede elegida, la ciudad de Doha. Elección que ha causado críticas internacionales tanto de directivos, de atletas como de los medios de comunicación, entre las que se menciona la posibilidad de que el evento haya sido comprado con incentivos extras, que las altas temperaturas del desierto perjudiquen la salud de los atletas,  que la realización del evento fuera del verano boreal ocasione problemas en la organización del calendario de los atletas o la poca tradición atlética del país árabe.

## Organización

### Estadio
El Estadio Internacional Khalifa fue la sede del campeonato mundial de atletismo. Tiene una capacidad para 40 000 espectadores y posee un sistema de enfriamiento para contrarrestar las altas temperaturas que podrían alcanzar los 38 °C. Dicho sistema consiste de más de 3 000 «cañones de frío» ubicados alrededor del recinto que reducen la temperatura entre los 24 °C y 26 °C, los cuales facilitarán el desarrollo de las pruebas ya que la dirección del viento será controlado.

### Embajadores
Para la promoción del campeonato la IAAF nombró como embajadores a las siguientes personalidades:
- Mike Powell
- Ashton Eaton
- Brianne Theisen-Eaton
- Stefan Holm

## Símbolos
El 12 de febrero de 2019 fue presentada la mascota oficial del campeonato mundial. El diseño ganador fue Falah, un halcón vestido con los colores de la bandera catarí. Dicha ave está vinculada a la cetrería, uno de los principales entretenimientos del país. Su creador fue el filipino Theodore Paul Manuel para quien Falah «es competitivo, valiente y solidario. Es leal, divertido, y ayuda a sus amigos, y usualmente hace gala de sus movimientos atléticos». Para el director general del comité organizador, Dahlan Al Hamad, «el halcón vuela libremente hacia nuevos horizontes sin fronteras, lo que representa nuestro objetivo de apoyar el atletismo en el futuro. Queremos mostrar este maravilloso deporte a más público como nunca antes, y atraer a más jóvenes de Catar, de la región y del mundo».

## Países participantes
Participaron 1972 atletas provenientes de 210 federaciones nacionales afiliadas a la IAAF, 1054 compitieron en la categoría masculina y 918 en la femenina. También tomó parte el «equipo neutral» autorizado (ANA) y el equipo de atletas refugiados (ART).

## Calendario
| E | Eliminatorias | C | Clasificación | ½ | Semifinales | F | Final |

| Fecha → Prueba ↓  | Vi 27 | Sá 28 | Sá 28 | Do 29 | Do 29 | Lu 30 | Ma 01 | Mi 02 | Mi 02 | Ju 03 | Vi 04 | Sá 05 | Do 06 | Do 06 |
| ----------------- | ----- | ----- | ----- | ----- | ----- | ----- | ----- | ----- | ----- | ----- | ----- | ----- | ----- | ----- |
| 100 m             | E     | ½     | F     |       |       |       |       |       |       |       |       |       |       |       |
| 200 m             |       |       |       | E     | E     | ½     | F     |       |       |       |       |       |       |       |
| 400 m             |       |       |       |       |       |       | E     | ½     | ½     |       | F     |       |       |       |
| 800 m             |       | E     | E     | ½     | ½     |       | F     |       |       |       |       |       |       |       |
| 1500 m            |       |       |       |       |       |       |       |       |       | E     | ½     |       | F     | F     |
| 5000 m            | E     |       |       |       |       | F     |       |       |       |       |       |       |       |       |
| 10 000 m          |       |       |       |       |       |       |       |       |       |       |       |       | F     | F     |
| Maratón           |       |       |       |       |       |       |       |       |       |       |       | F     |       |       |
| 110 m vallas      |       |       |       |       |       | E     |       | ½     | F     |       |       |       |       |       |
| 400 m vallas      | E     | ½     | ½     |       |       | F     |       |       |       |       |       |       |       |       |
| 3000 m obst.      |       |       |       |       |       |       | E     |       |       |       | F     |       |       |       |
| 4 × 100 m         |       |       |       |       |       |       |       |       |       |       | E     | F     |       |       |
| 4 × 400 m         |       |       |       |       |       |       |       |       |       |       |       | E     | F     | F     |
| 4 × 400 m mixto   |       | E     | E     | F     | F     |       |       |       |       |       |       |       |       |       |
| 20 km marcha      |       |       |       |       |       |       |       |       |       |       | F     |       |       |       |
| 50 km marcha      |       | F     | F     |       |       |       |       |       |       |       |       |       |       |       |
| Salto longitud    | C     | F     | F     |       |       |       |       |       |       |       |       |       |       |       |
| Triple salto      | C     |       |       | F     | F     |       |       |       |       |       |       |       |       |       |
| Salto altura      |       |       |       |       |       |       | C     |       |       |       | F     |       |       |       |
| Salto con pértiga |       | C     | C     |       |       |       | F     |       |       |       |       |       |       |       |
| Peso              |       |       |       |       |       |       |       |       |       | C     |       | F     |       |       |
| Disco             |       | C     | C     |       |       | F     |       |       |       |       |       |       |       |       |
| Martillo          |       |       |       |       |       |       | C     | F     | F     |       |       |       |       |       |
| Jabalina          |       |       |       |       |       |       |       |       |       |       |       | C     | F     | F     |
| Decatlón          |       |       |       |       |       |       |       | F     | F     | F     |       |       |       |       |

| Fecha → Prueba ↓  | Vi 27 | Sá 28 | Sá 28 | Do 29 | Do 29 | Lu 30 | Ma 01 | Mi 02 | Mi 02 | Ju 03 | Vi 04 | Sá 05 | Do 06 | Do 06 |
| ----------------- | ----- | ----- | ----- | ----- | ----- | ----- | ----- | ----- | ----- | ----- | ----- | ----- | ----- | ----- |
| 100 m             |       | E     | E     | ½     | F     |       |       |       |       |       |       |       |       |       |
| 200 m             |       |       |       |       |       | E     | ½     | F     | F     |       |       |       |       |       |
| 400 m             |       |       |       |       |       | E     | ½     |       |       | F     |       |       |       |       |
| 800 m             | E     | ½     | ½     |       |       | F     |       |       |       |       |       |       |       |       |
| 1500 m            |       |       |       |       |       |       |       | E     | E     | ½     |       | F     |       |       |
| 5000 m            |       |       |       |       |       |       |       | E     | E     |       |       | F     |       |       |
| 10 000 m          |       | F     | F     |       |       |       |       |       |       |       |       |       |       |       |
| Maratón           | F     |       |       |       |       |       |       |       |       |       |       |       |       |       |
| 110 m vallas      |       |       |       |       |       |       |       |       |       |       |       | E     | ½     | F     |
| 400 m vallas      |       |       |       |       |       |       | E     | ½     | ½     |       | F     |       |       |       |
| 3000 m obst.      | E     |       |       |       |       | F     |       |       |       |       |       |       |       |       |
| 4 × 100 m         |       |       |       |       |       |       |       |       |       |       | E     | F     |       |       |
| 4 × 400 m         |       |       |       |       |       |       |       |       |       |       |       | E     | F     | F     |
| 4 × 400 m mixto   |       | E     | E     | F     | F     |       |       |       |       |       |       |       |       |       |
| 20 km marcha      |       |       |       | F     | F     |       |       |       |       |       |       |       |       |       |
| 50 km marcha      |       | F     | F     |       |       |       |       |       |       |       |       |       |       |       |
| Salto longitud    |       |       |       |       |       |       |       |       |       |       |       | C     | F     | F     |
| Triple salto      |       |       |       |       |       |       |       |       |       | C     |       | F     |       |       |
| Salto altura      | C     |       |       |       |       | F     |       |       |       |       |       |       |       |       |
| Salto con pértiga | C     |       |       | F     | F     |       |       |       |       |       |       |       |       |       |
| Peso              |       |       |       |       |       |       |       | C     | C     | F     |       |       |       |       |
| Disco             |       |       |       |       |       |       |       | C     | C     |       | F     |       |       |       |
| Martillo          | C     | F     | F     |       |       |       |       |       |       |       |       |       |       |       |
| Jabalina          |       |       |       |       |       | C     | F     |       |       |       |       |       |       |       |
| Heptatlón         |       |       |       |       |       |       |       | F     | F     | F     |       |       |       |       |

## Resultados

### Masculino
| Evento                    | Oro                                                                             | Plata                                                                               | Bronce                                                                                 |
| ------------------------- | ------------------------------------------------------------------------------- | ----------------------------------------------------------------------------------- | -------------------------------------------------------------------------------------- |
| 100 m (28.09)             | Christian Coleman Estados Unidos 9,76                                           | Justin Gatlin Estados Unidos 9,89                                                   | Andre De Grasse · Canadá · 9,90                                                        |
| 200 m (01.10)             | Noah Lyles Estados Unidos 19,83                                                 | Andre De Grasse · Canadá · 19,95                                                    | Álex Quiñónez · Ecuador · 19,98                                                        |
| 400 m (04.10)             | Steven Gardiner Bahamas 43,48                                                   | Anthony Zambrano · Colombia · 44,15                                                 | Fred Kerley Estados Unidos 44,17                                                       |
| 800 m (01.10)             | Donavan Brazier Estados Unidos 1:42,34                                          | Amel Tuka Bosnia y Herzegovina 1:43,47                                              | Ferguson Rotich Kenia 1:43,82                                                          |
| 1500 m (06.10)            | Timothy Cheruiyot Kenia 3:29,26                                                 | Taufik Majlufi Argelia 3:31,38                                                      | Marcin Lewandowski · Polonia · 3:31,46                                                 |
| 5000 m (30.09)            | Muktar Edris Etiopía 12:58,85                                                   | Selemon Barega Etiopía 12:59,70                                                     | Mohammed Ahmed · Canadá · 13:01,11                                                     |
| 10 000 m (06.10)          | Joshua Cheptegei Uganda 26:48,36                                                | Yomif Kejelcha Etiopía 26:49,34                                                     | Por reasignar                                                                          |
| 110 m vallas (02.10)      | Grant Holloway Estados Unidos 13,10                                             | Serguei Shubenkov Atletas Neutrales Autorizados 13,15                               | Pascal Martinot-Lagarde · Francia · 13,18 · Orlando Ortega · España · 13,30            |
| 400 m vallas (30.09)      | Karsten Warholm · Noruega · 47,42                                               | Rai Benjamin Estados Unidos 47,66                                                   | Abderrahman Samba Catar 48,03                                                          |
| 3000 m obstáculos (04.10) | Conseslus Kipruto Kenia 8:01,35                                                 | Lamecha Girma Etiopía 8:01,36                                                       | Sufian El Bakkali Marruecos 8:03,76                                                    |
| 20 km marcha (04.10)      | Toshikazu Yamanishi Japón 1:26:34                                               | Vasili Mizinov Atletas Neutrales Autorizados 1:26:49                                | Perseus Karlström · Suecia · 1:27:00                                                   |
| 50 km marcha (28.09)      | Yusuke Suzuki Japón 4:04:20                                                     | João Vieira Portugal 4:04:59                                                        | Evan Dunfee · Canadá · 4:05:02                                                         |
| Maratón (05.10)           | Lelisa Desisa Etiopía 2:10,40                                                   | Mosinet Geremew Etiopía 2:10,44                                                     | Amos Kipruto Kenia 2:10,51                                                             |
| Salto de altura (04.10)   | Mutaz Essa Barshim Catar 2,37 m                                                 | Mijail Akimenko Atletas Neutrales Autorizados 2,35 m                                | Ilia Ivaniuk Atletas Neutrales Autorizados 2,35 m                                      |
| Salto con pértiga (01.10) | Sam Kendricks Estados Unidos 5,97                                               | Armand Duplantis · Suecia · 5,97                                                    | Piotr Lisek · Polonia · 5,87                                                           |
| Salto de longitud (28.09) | Tajay Gayle Jamaica 8,69                                                        | Jeffrey Henderson Estados Unidos 8,39                                               | Juan Miguel Echevarría · Cuba · 8,34                                                   |
| Triple salto (29.09)      | Christian Taylor Estados Unidos 17,92                                           | Will Claye Estados Unidos 17,74                                                     | Hugues Zango Burkina Faso 17,66                                                        |
| Peso (05.10)              | Joe Kovacs Estados Unidos 22,91                                                 | Ryan Crouser Estados Unidos 22,90                                                   | Tomas Walsh Nueva Zelanda 22,90                                                        |
| Disco (30.09)             | Daniel Ståhl · Suecia · 67,59                                                   | Fedrick Dacres Jamaica 66,94                                                        | Lukas Weißhaidinger · Austria · 66,82                                                  |
| Martillo (02.10)          | Paweł Fajdek · Polonia · 80,50                                                  | Quentin Bigot Francia 78,19                                                         | Bence Halász · Hungría · 78,18 · Wojciech Nowicki · Polonia · 77,19                    |
| Jabalina (06.10)          | Anderson Peters Granada 86,89                                                   | Magnus Kirt Estonia 86,21                                                           | Johannes Vetter · Alemania · 85,37                                                     |
| 4 × 100 m (05.10)         | Estados Unidos Christian Coleman Justin Gatlin Michael Rodgers Noah Lyles 37,10 | Reino Unido Adam Gemili Zharnel Hughes Richard Kilty Nethaneel Mitchell-Blake 37,36 | Japón Shuhei Tada Kirara Shiraishi Yoshihide Kiryu Abdul Sani Brown 37,43              |
| 4 × 400 m (06.10)         | Estados Unidos Fred Kerley Michael Cherry Wilbert London Rai Benjamin 2:56,69   | Jamaica Akeem Bloomfield Nathon Allen Terry Thomas Demish Gaye 2:57,90              | Bélgica · Jonathan Sacoor · Robin Vanderbemden · Dylan Borlée · Kévin Borlée · 2:58,78 |
| Decatlón (03.10)          | Niklas Kaul · Alemania · 8691 pts.                                              | Maicel Uibo Estonia 8604 pts.                                                       | Damian Warner · Canadá · 8529 pts.                                                     |

### Femenino
| Evento                    | Oro                                                                                         | Plata | Bronce                                                                                  |
| ------------------------- | ------------------------------------------------------------------------------------------- | --- | --------------------------------------------------------------------------------------- |
| 100 m (29.09)             | Shelly-Ann Fraser-Pryce Jamaica 10,71                                                       | Dina Asher-Smith Reino Unido 10,83                                                                                  | Marie-Josée Ta Lou Costa de Marfil 10,90                                                |
| 200 m (02.10)             | Dina Asher-Smith Reino Unido 21,88                                                          | Brittany Brown Estados Unidos 22,22                                                                                 | Mujinga Kambundji · Suiza · 22,51                                                       |
| 400 m (03.10)             | Salwa Eid Naser Baréin 48,14                                                                | Shaunae Miller-Uibo Bahamas 48,37                                                                                   | Shericka Jackson Jamaica 49,47                                                          |
| 800 m (30.09)             | Halimah Nakaayi Uganda 1:58,04                                                              | Raevyn Rogers Estados Unidos 1:58,18                                                                                | Ajee Wilson Estados Unidos 1:58,84                                                      |
| 1500 m (05.10)            | Sifan Hassan · Países Bajos · 3:51,95 RC                                                    | Faith Kipyegon Kenia 3:54,22                                                                                        | Gudaf Tsegay Etiopía 3:54,38                                                            |
| 5000 m (05.10)            | Hellen Obiri Kenia 14:26,72 RC                                                              | Margaret Kipkemboi Kenia 14:27,49                                                                                   | Konstanze Klosterhalfen · Alemania · 14:28,43                                           |
| 10 000 m (28.09)          | Sifan Hassan · Países Bajos · 30:17,62                                                      | Letesenbet Gidey Etiopía 30:21,23                                                                                   | Agnes Jebet Tirop Kenia 30:25,20                                                        |
| 100 m vallas (06.10)      | Nia Ali Estados Unidos 12,34                                                                | Kendra Harrison Estados Unidos 12,46                                                                                | Danielle Williams Jamaica 12,47                                                         |
| 400 m vallas (04.10)      | Dalilah Muhammad Estados Unidos 52,16 RM                                                    | Sydney McLaughlin Estados Unidos 52,23                                                                              | Rushell Clayton Jamaica 53,74                                                           |
| 3000 m obstáculos (30.09) | Beatrice Chepkoech Kenia 8:57,54 RC                                                         | Emma Coburn Estados Unidos 9:02,35                                                                                  | Gesa Felicitas Krause · Alemania · 9:03,30                                              |
| 20 km marcha (29.09)      | Liu Hong China 1:32:53                                                                      | Qieyang Shenjie China 1:33:10                                                                                       | Yang Liujing China 1:33:17                                                              |
| 50 km marcha (28.09)      | Liang Rui China 4:23:26                                                                     | Li Maocuo China 4:26:40                                                                                             | Eleonora Giorgi · Italia · 4:29:13                                                      |
| Maratón (27.09)           | Ruth Chepngetich Kenia 2:32:43                                                              | Rose Chelimo Baréin 2:32:46                                                                                         | Helalia Johannes Namibia 2:34:15                                                        |
| Salto de altura (30.09)   | Mariya Lasitskene Atletas Neutrales Autorizados 2,04 m                                      | Yaroslava Mahuchij · Ucrania · 2,04 m                                                                               | Vashti Cunningham Estados Unidos 2,00 m                                                 |
| Salto con pértiga (29.09) | Anzhelika Sidorova Atletas Neutrales Autorizados 4,95                                       | Sandi Morris Estados Unidos 4,90                                                                                    | Ekaterini Stefanidi · Grecia · 4,85                                                     |
| Salto de longitud (06.10) | Malaika Mihambo · Alemania · 7,30                                                           | Maryna Bej-Romanchuk · Ucrania · 6,92                                                                               | Ese Brume Nigeria 6,91                                                                  |
| Triple salto (05.10)      | Yulimar Rojas · Venezuela · 15,37                                                           | Shanieka Ricketts Jamaica 14,92                                                                                     | Caterine Ibargüen · Colombia · 14,73                                                    |
| Peso (03.10)              | Gong Lijiao China 19,55                                                                     | Danniel Thomas-Dodd Jamaica 19,47                                                                                   | Christina Schwanitz · Alemania · 19,17                                                  |
| Disco (04.10)             | Yaimé Pérez · Cuba · 69,17                                                                  | Denia Caballero · Cuba · 68,44                                                                                      | Sandra Perković · Croacia · 66,72                                                       |
| Martillo (28.09)          | DeAnna Price Estados Unidos 77,54                                                           | Joanna Fiodorow · Polonia · 76,35                                                                                   | Wang Zheng China 74,76                                                                  |
| Jabalina (01.10)          | Kelsey-Lee Barber Australia 66,56                                                           | Liu Shiying China 65,88                                                                                             | Lyu Huihui China 65,49                                                                  |
| 4 × 100 m (05.10)         | Jamaica Natalliah Whyte Shelly-Ann Fraser-Pryce Jonielle Smith Shericka Jackson 41,44       | Reino Unido Asha Philip Dina Asher-Smith Ashleigh Nelson Daryll Neita 41,85                                         | Estados Unidos Dezerea Bryant Teahna Daniels Morolake Akinosun Kiara Parker 42,10       |
| 4 × 400 m (06.10)         | Estados Unidos Phyllis Francis Sydney McLaughlin Dalilah Muhammad Wadeline Jonathas 3:18,92 | Polonia · Iga Baumgart-Witan · Patrycja Wyciszkiewicz · Małgorzata Hołub-Kowalik · Justyna Święty-Ersetic · 3:21,89 | Jamaica Anastasia Le-Roy Tiffany James Stephenie Ann McPherson Shericka Jackson 3:22,37 |
| Heptatlón (03.10)         | Katarina Johnson-Thompson Reino Unido 6981 pts.                                             | Nafissatou Thiam · Bélgica · 6677 pts.                                                                              | Verena Preiner · Austria · 6560 pts.                                                    |

### Mixto
| Evento            | Oro                                                                                  | Plata                                                                      | Bronce                                                               |
| ----------------- | ------------------------------------------------------------------------------------ | -------------------------------------------------------------------------- | -------------------------------------------------------------------- |
| 4 × 400 m (29.09) | Estados Unidos Wilbert London Allyson Felix Courtney Okolo Michael Cherry 3:09,34 RM | Jamaica Nathon Allen Roneisha McGregor Tiffany James Javon Francis 3:11,78 | Baréin Musa Isah Aminat Yamal Salwa Eid Naser Abubakar Abbas 3:11,82 |

## Medallero
| Núm. | País                          | Oro | Plata | Bronce | Total |
| ---- | ----------------------------- | --- | ----- | ------ | ----- |
| 1    | Estados Unidos                | 14  | 11    | 4      | 29    |
| 2    | Kenia                         | 5   | 2     | 3      | 10    |
| 3    | Jamaica                       | 3   | 5     | 4      | 12    |
| 4    | China                         | 3   | 3     | 3      | 9     |
| 5    | Etiopía                       | 2   | 5     | 1      | 8     |
| 6    | Atletas Neutrales Autorizados | 2   | 3     | 1      | 6     |
| 7    | Reino Unido                   | 2   | 3     | 0      | 5     |
| 8    | Alemania                      | 2   | 0     | 4      | 6     |
| 9    | Japón                         | 2   | 0     | 1      | 3     |
| 10   | Países Bajos                  | 2   | 0     | 0      | 2     |
| 10   | Uganda                        | 2   | 0     | 0      | 2     |
| 12   | Polonia                       | 1   | 2     | 3      | 6     |
| 13   | Baréin                        | 1   | 1     | 1      | 3     |
| 13   | Cuba                          | 1   | 1     | 1      | 3     |
| 13   | Suecia                        | 1   | 1     | 1      | 3     |
| 16   | Bahamas                       | 1   | 1     | 0      | 2     |
| 17   | Catar                         | 1   | 0     | 1      | 2     |
| 18   | Australia                     | 1   | 0     | 0      | 1     |
| 18   | Granada                       | 1   | 0     | 0      | 1     |
| 18   | Noruega                       | 1   | 0     | 0      | 1     |
| 18   | Venezuela                     | 1   | 0     | 0      | 1     |
| 22   | Estonia                       | 0   | 2     | 0      | 2     |
| 22   | Ucrania                       | 0   | 2     | 0      | 2     |
| 24   | Canadá                        | 0   | 1     | 4      | 5     |
| 25   | Bélgica                       | 0   | 1     | 1      | 2     |
| 25   | Colombia                      | 0   | 1     | 1      | 2     |
| 25   | Francia                       | 0   | 1     | 1      | 2     |
| 28   | Argelia                       | 0   | 1     | 0      | 1     |
| 28   | Bosnia y Herzegovina          | 0   | 1     | 0      | 1     |
| 28   | Portugal                      | 0   | 1     | 0      | 1     |
| 31   | Austria                       | 0   | 0     | 2      | 2     |
| 32   | Burkina Faso                  | 0   | 0     | 1      | 1     |
| 32   | Costa de Marfil               | 0   | 0     | 1      | 1     |
| 32   | Croacia                       | 0   | 0     | 1      | 1     |
| 32   | Ecuador                       | 0   | 0     | 1      | 1     |
| 32   | España                        | 0   | 0     | 1      | 1     |
| 32   | Grecia                        | 0   | 0     | 1      | 1     |
| 32   | Hungría                       | 0   | 0     | 1      | 1     |
| 32   | Italia                        | 0   | 0     | 1      | 1     |
| 32   | Marruecos                     | 0   | 0     | 1      | 1     |
| 32   | Namibia                       | 0   | 0     | 1      | 1     |
| 32   | Nigeria                       | 0   | 0     | 1      | 1     |
| 32   | Nueva Zelanda                 | 0   | 0     | 1      | 1     |
| 32   | Suiza                         | 0   | 0     | 1      | 1     |
|      | TOTAL                         | 49  | 49    | 50     | 148   |